# Allen Newell
Allen Newell (San Francisco, 19 maart 1927 – Pittsburgh, 19 juli 1992) was een Amerikaans wetenschapper die verbonden was aan de Carnegie Mellon University en de RAND Corporation. Hij was een van de pioniers binnen de kunstmatige intelligentie, en kreeg in 1975 voor zijn baanbrekende werk op dit gebied, samen met Herbert Simon, de Turing Award.

## Levensloop
Newell werd in 1927 in San Francisco geboren als de zoon van een hoogleraar in radiologie. Zijn vader bezat een berghut in de Sierra Nevada, en hier verbleef de familie 's zomers vaak. Ook hield Newell van American Football.
Aan het eind van de Tweede Wereldoorlog voltooide Newell de middelbare school, waarna hij dienstdeed in de marine. Zijn liefde voor de wetenschap deed hij op terwijl op een marineschip diende dat onderzoek deed naar de straling na een atoomproef op het Bikini-atol. Na zijn tijd bij de marine studeerde hij natuurkunde in Stanford, en daarna een jaar wiskunde als graduate-student aan de Princeton-universiteit.
Omdat hij niet meer alleen met pure wiskunde bezig wilde zijn, nam hij in 1950 een baan aan bij de RAND Corporation, waar hij theoretisch en experimenteel onderzoek combineerde in verschillende projecten, onder andere voor de Amerikaanse luchtmacht. Hier werd hij geïnteresseerd in het bestuderen van informatieprocessen om de menselijke besluitvorming in organisaties te onderzoeken. Uiteindelijk promoveerde hij bij Herbert Simon.
In 1954 woonde Newell een demonstratie bij van een computerprogramma dat patronen kon herkennen. Hij zag onmiddellijk in dat computers ook voor veel ingewikkeldere taken ingezet zouden kunnen worden. Hij verhuisde naar Pittsburgh, maar bleef in dienst van RAND. In Pittsburgh promoveerde hij onder Herbert Simon. De rest van zijn leven zou hij blijven proberen menselijke intelligentie beter te begrijpen door kunstmatige intelligentie te bestuderen.
In 1947 trouwde hij op 20-jarige leeftijd met Noël McKenna, met wie hij 45 jaar getrouwd zou blijven. In 1992 overleed Allen Newell aan kanker.

## Werk

### Information Processing Language
Samen met Herbert Simon en programmeur Cliff Shaw ontwierp Newell in 1956 de Information Processing Language, een programmeertaal die gebaseerd was op het manipuleren van lijsten en recursie ondersteunde. Deze elementen zouden een paar jaar later in de programmeertaal Lisp worden overgenomen. De taal werd gebruikt om Logic Theorist te schrijven, een automatische stellingbewijzer die erin slaagde automatisch enkele wiskundige stellingen uit de Principia Mathematica van Russell en Whitehead te bewijzen.

### General Problem Solver
Samen met Simon bedacht Newell means-end-analyse (middel-doel-analyse). Om een probleem op te lossen moet men de huidige situatie met de gewenste situatie vergelijken, daarna een operator zoeken die dit verschil verkleint en dan deze operator uitvoeren. Dit herhaalt men totdat de gewenste situatie is bereikt. Samen met programmeur Cliff Shaw werd op basis van dit idee de General Problem Solver ontwikkeld, een computerprogramma dat het idee gebruikte om in verschillende gebieden problemen op te lossen.

### Computerschaak
Ook samen met Simon en Shaw werd in 1958 NSS ontwikkeld, een van de eerste computerprogramma's die schaak speelden. Het programma kon niet heel goed schaak spelen, maar demonstreerde wel dat zoekalgoritmen in combinatie met heuristieken intelligent verdrag konden vertonen.

### Soar
In de jaren 80 en 90 werkte Newell samen met John Laird en Paul Rosenbloom aan Soar, een architectuur voor het implementeren van intelligente agenten. Intelligente agenten zijn autonome systemen die met hun omgeving interageren, en bepaald intelligent gedrag vertonen. Op basis van het werk aan Soar schreef Newell in 1990 zijn laatste boek, Unified Theories of Cognition.

## Prijzen
Onder de vele prijzen die Newell voor zijn wetenschappelijke werk ontving, waren de Turing Award in 1975 (samen met Herbert Simon) en, één maand voor zijn dood, de National Medal of Science in 1992. In 1989 ontving hij een eredoctoraat van de Rijksuniversiteit Groningen.